# Enric Albero
Enric Albero (Cocentània, 1980) és un crític valencià especialitzat en ficció televisiva. Llicenciat en Comunicació Audiovisual per la Universitat de València, va cursar el Màster de guió de la Universidad Internacional Menéndez Pelayo i va formar part de la primera promoció del Màster de Crítica Cinematogràfica de la Escuela de Cinematografía y del Audiovisual de la Comunidad de Madrid (ECAM), on imparteix classes. És membre del consell de redacció de Caimán Cuadernos de Cine i escriu setmanalment sobre ficció televisiva a El Cultural, al blog En plan serie, a més de col·laborar amb altres mitjans com Serielizados o Cinemanía. També ha exercit com a programador de la 9ª edició del IBAFF-Festival Internacional de Cine Múrcia i com a assistent de programació de la 34ª Mostra de València-Cinema del Mediterrani.